# Ruth Brown
Ruth Brown (Portsmouth, 12 gennaio 1928 – Henderson, 17 novembre 2006) è stata una cantante e attrice statunitense.
Artista celebrata per almeno due decenni, utilizzò tutta la sua influenza per fondare l'organizzazione senza scopo di lucro Rhythm and Blues Foundation, dedicata alla salvaguardia del patrimonio storico e culturale del RnB.
Con le sue performance nel musical di Broadway Black and Blue (che guadagnò il Grammy Award) ottenne il premio Tony Award.

## Biografia

### Origini
Nata a Portsmouth in Virginia, Ruth frequentò la IC Norcon High School. Il padre era uno stivatore, che si dedicò a dirigere il coro della propria chiesa e spinse Ruth a cantare nel coro già all'età di sette anni. Ma Ruth non seguì le orme del padre e preferì esibirsi in bar e nightclubs. 

### Carriera
Blanche Calloway, sorella di Cab Calloway, celebre direttore d'orchestra, iniziò organizzando un concerto a Ruth in un nightclub a Washington chiamato Crystal Caverns, e presto divenne la sua manager. Willis Conover, dj della Voice of America, catturato dalla voce di Ruth, la raccomandò ai fondatori della Atlantic Records, Ahmet Ertegün e Herb Abramson. Ruth era pronta per l'audizione ma a causa di un grave incidente stradale, nel quale era rimasta ferita alla gamba, dovette rinunciare. Comunque nel 1948, Ertegün e Abramson guidarono fino a New York per sentirla cantare in un locale. Nonostante il suo repertorio fosse formato principalmente da cantate popolari, Ertegün la convinse a passare al genere RnB, mantenendo però il suo stile pop.
Nel 1949 finalmente Ruth coronò il suo sogno e si esibì all'audizione cantando So Long, che finì per diventare una hit. Il successo seguì con Teardrops from My Eyes, scritta da Rudy Toombs, che fece di lei una figura importante nel RnB. Incisa per l'Atlantic Records a New York nel settembre del 1950, fu per ben 11 settimane a capo delle classifiche del RnB. Seguirono l'onda di questo successo anche I'll Wait for You (1951), I Know (1951), 5-10-15 Hours (1953), (Mama) He Treats Your Daughter Mean (1953), Oh What a Dream (1954), Mambo Baby (1954) e Don't Deceive Me (1960). Grazie a tutto ciò la casa discografica (l'Atlantic Records) si guadagnò l'appellativo di "La casa che Ruth costruì".

### Gli ultimi anni
Ruth Brown ritornò nella scena della musica RnB nel 1975 sotto l'impulso di Redd Foxx, dopo essere temporaneamente svanita negli anni '60 per dedicarsi alla famiglia. Nel 1988 ebbe un ruolo nella commedia di John Waters Grasso è bello, e recitò in due celebri musical di Broadway, Amen Corner e Black and Blue (che le è valso uno Tony Award come "miglior attrice protagonista di un musical" per la sua performance e un premio Grammy come "miglior artista femminile jazz").
La lotta della Brown per i diritti dei musicisti nel 1987 ha portato alla fondazione del Rhythm and Blues Foundation. Nel 1993, fu inserita nella Rock and Roll Hall of Fame, come "la regina madre del Blues". Diventò un modello e un'icona per molte donne di colore e fu un'ispirazione per molti cantanti blues a partire da Bonnie Raitt. La sua autobiografia Miss Rhythm nel 1995 le valse il Gleason Award. Fu nominata per un altro Grammy nella categoria Traditional Blues per il suo album del 1997 R + B = Ruth Brown.
Morì in un ospedale nei pressi di Las Vegas il 17 novembre 2006 a causa di un ictus in seguito ad un intervento chirurgico a cui era stata sottoposta nell'ottobre del 2006. Il 22 gennaio 2007 si tenne un concerto in sua memoria nella Chiesa battista abissina ad Harlem, New York.

## Vita privata
Nel 1945, all'età di 17 anni, scappò di casa con un trombettista, Jimmy Brown, di cui divenne moglie poco tempo dopo. Nel 1955 si risposò con il sassofonista Earl Swanson da cui ebbe un figlio, Earl Jr. Swanson. Successivamente mise al mondo Ronald "Ronnie" David Jackson (da Clyde McPhatter dei The Drifters), che crebbe nella convinzione di essere il figlio dell'accompagnatore della madre, Willis "Gator" Jackson. Suo nipote Rakim è considerato uno dei rapper più influenti nella storia della musica hip hop.

## Discografia

### Album in studio
- 1957 - Rock & Roll (Atlantic Records, 8004)
- 1959 - Late Date with Ruth Brown (Atlantic Records, SD 1308)
- 1959 - Miss Rhythm (Atlantic Records, 8026)
- 1962 - Along Comes Ruth (Philips Records, PHM 200028)
- 1962 - Gospel Time (Philips Records, PHM 200055)
- 1962 - The Most Popular Movie Themes as Styled by Cugat (Mercury Records, MG-20745/SR-60745)
- 1963 - The Best of Ruth Brown (Atlantic Records, 8080)
- 1965 - Ruth Brown '65 (Mainstream Records, 56034/S-6034)
- 1970 - Black Is Brown and Brown Is Beautiful (Skye Records, SK-13)
- 1972 - Softly (Mainstream Records, 369) Stessi brani di Ruth Brown '65
- 1972 - The Real Ruth Brown (Cobblestone Records, CST 9007)
- 1976 - Sugar Babe (President Records, PTLS 1067B)
- 1978 - You Don't Know Me (Dobre Records, DR 1041)
- 1979 - Touch Me in the Morning (DJ Records, DA 2030)
- 1982 - The Soul Survives (Flair Records, PG 8201)
- 1983 - Takin' Care of Business (Stockholm Records, RJ-202)
- 1985 - Brown Sugar (Topline Records, TOP 136)
- 1988 - Have a Good Time (Fantasy Records, F-9661)
- 1989 - Blues on Broadway (Fantasy Records, F-9662) Grammy Award
- 1990 - Brown, Black & Beautiful (Ichiban Records, SDE 4023)
- 1991 - Fine and Mellow (Fantasy Records, FCD-9663-2)
- 1993 - The Songs of My Life (Fantasy Records, FCD-9665-2)
- 1997 - R+B=Ruth Brown (Fantasy Records, CD BB 9583)
- 1999 - A Good Day for the Blues (Bullseye Blues Records, 11661-9612-2)

### Album Live
- 1995 - Live in London (Ronnie Scott's Jazz House, JHCD 042)

### Raccolte
- 1963 - The Best of Ruth Brown (Atlantic Records, 8080)
- 1979 - Sweet Baby of Mine (Route 66 Records, KIX-16) a nome Ruth Brown and Her Rhythmakers (1949-1956)
- 1980 - R.B. Blues (Atlantic Records, P-6189A)
- 1984 - Rockin' with Ruth (Charly Records, CRB 1069)
- 1988 - I'll Wait for You (Official Records, 6004)
- 1989 - Miss Rhythm, Greatest Hits and More (Atlantic Records, 7 82061-2) 2 CD
- 1989 - The Hits (Official Records, 6053)
- 1996 - Rockin' in Rhythm: The Best of Ruth Brown (Rhino Records, R2 72450)
- 1997 - Miss Rhythm: The Rest...& More of the Best (Sequel records, RSA CD 864)
- 2001 - The Chronological Ruth Brown 1949-1950 (Classics Records, Classics 5003)
- 2001 - R.B. Blues (Arpeggio Records, ARG 001)
- 2003 - The Essentials (Atlantic Records, R2 76162)
- 2004 - The Chronological Ruth Brown 1951-1953 (Classics Records, Classics 5084)

### Collaborazioni
- 1968 - The Big Band Sound of Thad Jones/Mel Lewis Featuring Miss Ruth Brown (Solid State Records, SS-18041)

### Split
- 1974 - Ladies of Mainstream (Mainstream Records, MRLH 1974)

### Singoli
- 1949 - So Long*/It's Raining (Atlantic Records, 879) #4 R&B*
- 1949 - I'll Get Along Somehow/Rocking Blues (Atlantic Records, 887)
- 1949 - I'll Get Along Somehow Part 1/I'll Get Along Somehow Part 2 (Atlantic Records, 887)
- 1950 - Love Me Baby/Happiness Is a Thing Called Joe (Atlantic Records, 893) con Budd Johnson's Orchestra
- 1950 - Sentimental Journey/I Can Dream, Can't I (Atlantic Records, 905) a nome Ruth Brown and The Delta Rhythm Boys
- 1950 - Where Can I Go?/Dear Little Boy of Mine (Atlantic Records, 907)
- 1950 - Teardrops from My Eyes*/Am I Making the Same Mistake (Atlantic Records, 919) #1 R&B*
- 1951 - I'll Wait for You*/Standing on the Corner (Atlantic Records, 930) a nome Ruth Brown with Budd Johnson's Orch., #3 R&B*
- 1951 - I Know*/I Don't Want Anybody (If I Can't Have You) (Atlantic Records, 941) #7 R&B*
- 1951 - Without My Love/Shine On - Big Bright Moon, Shine On (Atlantic Records, 948)
- 1952 - 5-10-15 Hours*/Be Anything (But Be Mine) (Atlantic Records, 962) #1 R&B*
- 1952 - Daddy Daddy*/Have a Good Time (Atlantic Records, 973) #3 R&B*
- 1952 - Three Letters/Good for Nothing Joe (Atlantic Records, 978)
- 1953 - (Mama) He Treats Your Daughter Mean*/R.B. Blues (Atlantic Records, 986) #1 R&B*, #23 Pop*
- 1953 - Wild Wild Young Men*/Mend Your Ways** (Atlantic Records, 993) #3 R&B* / #7 R&B**
- 1953 - The Tears Keep Tumbling Down/I Would If I Could (Atlantic Records, 1005)
- 1954 - Love Contest/If You Don't Want Me (I Don't Want No Part of You) (Atlantic Records, 1018)
- 1954 - Sentimental Journey/It's All in Your Mind (Atlantic Records, 1027)
- 1954 - Oh What a Dream*/Please Don't Freeze (Atlantic Records, 1036) #1 R&B*
- 1954 - Somebody Touch Me/Mambo Baby* (Atlantic Records, 1044) #1 R&B*
- 1955 - Ever Since My Baby's Been Gone/Bye Bye Young Men* (Atlantic Records, 1051) #13 R&B*
- 1955 - I Can See Everybody's Baby*/As Long As I'm Moving (Atlantic Records, 1059) #7 R&B*
- 1955 - What'd I Say/It's Love Baby (24 Hours of the Day)* (Atlantic Records, 1072) #4 R&B*
- 1955 - Love Has Joined Us Together*/I Gotta Have You (Atlantic Records, 1077) con Clyde McPhatter #8 R&B*
- 1956 - Old Man River/I Want to Do More (Atlantic Records, 1082) #3 R&B
- 1956 - Sweet Baby of Mine*/I'm Getting Right (Atlantic Records, 1091) #10 R&B*
- 1956 - I Want to Be Loved/Mom, Oh Mom (Atlantic Records, 1102)
- 1956 - Smooth Operator/I Still Love You (Atlantic Records, 1113)
- 1957 - Lucky Lips*/My Heart Is Breaking Over You (Atlantic Records, 1125) #6 R&B*, #25 Pop*
- 1957 - When I Get You Baby/One More Time (Atlantic Records, 1140)
- 1957 - Show Me/I Hope We Meet (Atlantic Records, 1153)
- 1957 - A New Love/Look Me Up (Atlantic Records, 1166)
- 1958 - Book of Lies/Just Too Much (Atlantic Records, 1177)
- 1958 - This Little Girl's Gone Rockin'*/Why Me** (Atlantic Records, 1197) #7 R&B*, #24 Pop*, #17 R&B**
- 1958 - Mama, He Treats Your Daughter Mean/I'll Step Aside (Atlantic Records, 2008)
- 1959 - 5-10-15 Hours/Itty Bitty Girl (Atlantic Records, 2015)
- 1959 - Jack O'Diamonds*/I Can't Hear a Word You Say (Atlantic Records, 2026) #23 R&B*, #96 Pop*
- 1959 - I Don't Know*/Papa Daddy (Atlantic Records, 2035) #5 R&B*, #64 Pop*
- 1960 - Don't Deceive Me*/I Burned Your Letter (Atlantic Records, 2052) #10 R&B*, #62 Pop*
- 1960 - What I Wouldn't Give/The Door Is Still Open (Atlantic Records, 2064)
- 1960 - Taking Care of Business/Honey Boy (Atlantic Records, 2075)
- 1961 - Sure 'Nuff/Here He Comes (Atlantic Records, 2088)
- 1961 - Anyone But You/It Tears Me All to Pieces (Atlantic Records, 2104)
- 1962 - Shake a Hand/Say It Again (Philips Records, 40028)
- 1962 - Mama (He Treats Your Daughter Mean)/Hold My Hand (Philips Records, 40056)
- 1962 - He Tells Me with His Eyes/If You Don't Tell Nobody (Philips Records, 40086) a nome Ruth Brown with The Milestones
- 1963 - Satisfied/If You Don't Tell Nobody (Philips Records, 40119)
- 1963 - Secret Love/Time After Time (Noslen Records, LG-102)
- 1964 - Yes Sir That's My Baby/What Happened to You (Decca Records, 31598)
- 1964 - I Love Him and I Know It/Come a Little Closer (Decca Records, 31640)
- 1965 - On the Good Ship Lollipop/Hurry on Down (Mainstream Records, 611)
- 1968 - Someday (I Know, I Know)/You're a Stone Groovy Thing (Solid State Records, SD 2526)
- 1969 - Yesterday/Try Me and See (Skye Records, 4521)
- 1976 - Sugar Babe/Stop Knocking (President Records, PT 457)

## Riconoscimenti
- Grammy Award
  - 1969 – Candidatura per la miglior interpretazione vocale femminile R&B per Yesterday
  - 1989 – Miglior incisione di blues tradizionale per If I Can't Sell It, I'll Keep Sittin' On It
  - 1990 – Candidatura per la miglior incisione di blues tradizionale per T'ain't Nobody's Bizness If I Do
  - 1997 – Candidatura per il miglior album di blues tradizionale per R + B = Ruth Brown
  - 1999 – Candidatura per il miglior album di blues tradizionale per A Good Day for the Blues
  - 2016 – Premio alla carriera
- Outer Critics Circle Award
  - 1989 – Miglior attrice protagonista in un musical per Black and Blue
- Tony Award
  - 1989 – Miglior attrice protagonista in un musical per Black and Blue